# نیروی دریایی یونان
نیروی دریایی یونان (یونانی: Πολεμικό Ναυτικό) نیروی دریایی زیرمجموعه نیروهای مسلح یونان است، که در سال ۱۸۲۱ تأسیس شد.